# OneAsia Tour 2013
De OneAsia Tour 2013 was het vijfde seizoen van de OneAsia Tour. Het seizoen begon in maart met het Thailand Open en eindigde met de Dongfeng Nissan Cup in december. Er stonden tien toernooien op de kalender.

## Kalender
| Data  | Data  | Toernooi                             | Stad                       | Winnaar          | Score  | Score  | Info                 |
| ----- | ----- | ------------------------------------ | -------------------------- | ---------------- | ------ | ------ | -------------------- |
| 14-03 | 17-03 | Thailand Open                        | Thailand                   | Prayad Marksaeng | 264    | –24    |                      |
| 28-03 | 31-03 | Indonesia PGA Championship           | Serpong, Tangerang         | Ho-sung Choi     | 269    | –19    |                      |
| 02-05 | 05-05 | Volvo China Open                     | Peking                     | Brett Rumford    | 272    | –16    |                      |
| 09-05 | 12-05 | GS Caltex Maekyung Open Championship | Seoel                      | Hyun-woo Ryu     | 274    | –14    |                      |
| 16-05 | 18-05 | SK Telecom Open                      | Incheon                    | Matthew Griffin  | 203    | –13    | 54-holes (regenweer) |
| 10-10 | 13-10 | Nanshan China Masters                | Shandong                   | Charl Schwartzel | 279    | –9     |                      |
| 17-10 | 20-10 | Kolon Korean Open                    | Choongnam                  | Sung-hoon Kang   | 280    | –4     |                      |
| 07-11 | 10-11 | Australian PGA Championship          | Sunshine Coast, Queensland | Adam Scott       | 270    | –14    |                      |
| 28-11 | 01-12 | Australian Open                      | Sydney, New South Wales    | Rory McIlroy     | 270    | –18    |                      |
| 13-12 | 15-12 | Dongfeng Nissan Cup                  | Shenzhen                   | Asia-Pacific     | 14½-9½ | 14½-9½ | Verliezer: China     |

| po = winnaar na play-off |

## Order of Merit
De Order of Merit van dit seizoen werd gewonnen door de Australiër Matthew Griffin.
| Nr. | Naam            | Prijzengeld ($) |
| --- | --------------- | --------------- |
| 1   | Matthew Griffin | 257.480,20      |
| 2   | Hyun-woo Ryu    | 207.990,94      |
| 3   | Ho-sung Choi    | 198.615,98      |